# Condado de Montseny
El condado de Montseny es un título nobiliario español creado por el rey Alfonso XIII en 26 de mayo de 1926 a favor de José María Milá Camps «en atención a su gestión en la Presidencia de la Diputación Provincial de Barcelona».
Su denominación se refiere al municipio de Montseny, en Barcelona.

## Condes de Montseny
|                            | Titular                    | Periodo                    |                            |
| Creación por [Alfonso XIII | Creación por [Alfonso XIII | Creación por [Alfonso XIII | Creación por [Alfonso XIII |
| -------------------------- | -------------------------- | -------------------------- | -------------------------- |
| I                          | José María Milá Camps      | 1926-1955                  |                            |
| II                         | José Luis Milá Sagnier     | 1980-2012                  |                            |
| III                        | José María Milá Mencos     | 2013-actual titular        |                            |

## Historia de los condes de Montseny

Escudo de Montseny, (Barcelona)

- José María Milá Camps (Barcelona, 1886-Esplugas de Llobregat,[2] 25 de mayo de 1955), I conde de Montseny,[1] Gentilhombre de cámara con ejercicio del rey Alfonso XIII.

Contrajo matrimonio con Montserrat Sagnier Costa (1891-1966). Fueron padres de José Luis, María del Carmen (religiosa), María Asunción, Leopoldo (diseñador industrial), Alfonso (arquitecto), Montserrat, Luis María, Miguel (promotor del diseño) y Rafael Milá Sagnier, familia de la aristocracia barcelonesa. En 10 de noviembre de 1981, le sucedió su hijo:
- José Luis Milá Sagnier (Barcelona, 1918-Esplugas de Llobregat, 29 de febrero de 2012), II conde de Montseny.[1] Abogado de profesión durante gran parte de su vida, en 1980 solicitó la rehabilitación del título de conde de Montseny, que el rey Alfonso XIII había concedido a su padre en 1926 por su fomento de la industria catalana como presidente de la Diputación Provincial de Barcelona. Fue piloto de aviación y amante del deporte en general (fue campeón de España de motos en 1948).

Contrajo matrimonio, en 1949, con Mercedes Mencos Bosch](1926),  hija del tercer marqués del Amparo, Manuel Mencos Ezpeleta, y de su esposa Mercedes Bosch Catarinéu (hija a su vez de Rómulo Bosch, alcalde de Barcelona). Tuvieron seis hijos: Mercedes (presentadora de televisión), Clementina, Reyes, José María, Lorenzo (periodista de televisión) e Inés Mila Mencos. En 22 de marzo de 2013,le sucedió su hijo:
- José María Milá Mencos, (Esplugas de Llobregat, 1956) III conde de Montseny.[1] Hereda el condado por renuncia de sus tres hermanas mayores Mercedes, Clementina y Reyes en 2012 tras el fallecimiento de su padre[3][4]

Contrajo matrimonio con Dinna de Rosa. Tienen tres hijas: Cecilia, Virginia y Elena.